# Pétéos
Dans la mythologie grecque, Pétéos (en grec ancien Πετεώς / Pétéốs) est un membre de la famille royale d’Athènes, fils d’Ornéus et père de Ménesthée.

## Sources
- Homère, Iliade [détail des éditions] [lire en ligne] (II, v. 552 ; IV, v. 327 et 338 ; XIII, v. 690).
- Pseudo-Apollodore, Bibliothèque [détail des éditions] [lire en ligne] (III, 10, 8).
- Pausanias, Description de la Grèce [détail des éditions] [lire en ligne] (II, 25, 6 ; X, 35, 8).
- Plutarque, Vies parallèles [détail des éditions] [lire en ligne] (Thésée, 32).
- Eusèbe de Césarée, Chronique.